# Бор (Тотемський район)
Бор (рос. Бор) — присілок у складі Тотемського району Вологодської області, Росія. Входить до складу Толшменського сільського поселення.

## Населення
Населення — 210 осіб (2010; 266 у 2002).
Національний склад (станом на 2002 рік):
- росіяни — 97 %